# Nhân vật công chúng
Một nhân vật công chúng hay một người của công chúng là một người nổi tiếng, được nhiều người biết đến nhưng không hẳn là một danh nhân (theo nghĩa hạn hẹp của danh nhân là người nổi tiếng được xã hội công nhận vì những đóng góp cho xã hội của họ). Nhân vật công chúng có thể là những diễn viên, ca sĩ, hoa hậu, người mẫu, nhà chính trị, vận động viên thể thao, người chơi game, người có scandal, người nổi bật, tội phạm,... hoặc người bình thường, người đương thời... được biết đến qua mạng lưới internet, hoặc qua phương tiện truyền thông đại chúng (báo chí, truyền hình), còn thường được gọi là "Người của công chúng" và phải chấp nhận bị công khai hóa một phần cuộc sống riêng tư cũng như được có những biện pháp pháp lý bảo vệ họ.
Người của công chúng thường là nạn nhân của tin đồn, tung tin scandal, đôi khi bôi nhọ hay tin đồn nhảm nặc danh.